# 누명 (1973년 영화)
"누명"은 한국에서 제작된 1973년 영화이다. 오지명 등이 주연으로 출연하였고 한갑진 등이 제작에 참여하였다.

## 출연

### 주연
- 오지명
- 태현실
- 허장강